# Nonča vas
Nonča vas (nemško Einersdorf) je naselje v Občini Pliberk v Okraju Velikovec na Koroškem v Avstriji.